# André Luis
André Luis da Costa Alfredo, noto semplicemente come André Luis (Pouso Alegre, 21 aprile 1997), è un calciatore brasiliano, attaccante del Cuiabá.

## Caratteristiche tecniche
È un'ala destra

## Carriera
Ha disputato il suo primo incontro ufficiale il 9 agosto 2015 con la maglia del Guaratinguetá in occasione del match di Série C perso 1-0 contro il Tupi.

## Palmarès

### Competizioni statali
- Campionato paulista: 1

Corinthians: 2019

### Competizioni regionali
- Copa do Nordeste: 1

Fortaleza: 2019

### Competizioni nazionali
- Supercoppa di Cina: 1

Shanghai Shenhua: 2024